# Liste der denkmalgeschützten Objekte in Tulfes
Die Liste der denkmalgeschützten Objekte in Tulfes enthält die 11 denkmalgeschützten, unbeweglichen Objekte der Gemeinde Tulfes.

## Denkmäler
| Foto |                 | Denkmal                                                                                               | Standort                                     | Beschreibung | Metadaten |
| ---- | --------------- | --- | -------------------------------------------- | --- | --- |
| ja   | Datei hochladen | Bauernhaus Angerer HERIS-ID: 40320 Objekt-ID: 40232 TKK: 56600                                        | Angererweg 43 Standort KG: Tulfes            | Heißangererhof der Gertraud Angerer. Das zweigeschoßige Bauernhaus ist ein Mittelflurhaus, im Kern aus dem 16. Jahrhundert, und wurde am Anfang des 18. Jahrhunderts mit einer barocken Fassadenmalerei mit Blumenvasen, Blumengirlanden und abschließendem Wellenband versehen. Die scheinplastische polygonale Eckquadierung entspricht der analogen Ausführung am Kirchturm des Ortes aus 1712. Fensterrahmungen mit Besitzerwappen. Zwei Einzelfreskos zeigen Maria Immaculata im Blumenkranz und über dem traufseitig angeordneten abgefasten Rundbogenportal die Heilige Familie auf der Wanderschaft. Rückwärts schließt ein Wirtschaftstrakt im Holzblockbau an. Die (wohl freistehende) einjochige Hofkapelle unter einem Satteldach hat eine niedrigere halbrund leicht vorspringende Apsis. Das Altarblatt mit einem Mariahilf-Medaillon wird von zwei Engeln gehalten. Ein Votivbild (1877) zeigt Gertraud Angerer am Sterbebett von Otto Bartinger. | BDA-Hist.: Q37994082 Status: Bescheid Stand der BDA-Liste: 2025-06-30 Name: Bauernhaus Angerer GstNr.: 1511                                                       |
| ja   | Datei hochladen | Bauernhaus Kössler, ehem. Beim Pirpam HERIS-ID: 40322 Objekt-ID: 40234 TKK: 56599                     | Bramor 7 Standort KG: Tulfes                 | Der zweigeschoßige Einhof mit Satteldach ist mit 1626 bezeichnet. Der Wohnteil ist gemauert, der Wirtschaftsteil über bruchsteingemauertem Sockel in Riegelbauweise aufgeführt. Die Fassaden sind durch Putzgliederung (Fenster- und Türfaschen) akzentuiert, die Fensteröffnungen in tiefen Laibungen sind großteils original erhalten. Das Innere mit Seitenflurgrundriss ist über ein abgefastes Rundbogenportal mit gotischem Gewände an der Traufseite erschlossen. Das durch die Hanglage sichtbare Kellergeschoß ist firstseitig durch ein breites Flachbogenportal erschlossen und weist ein bemerkenswertes Säulengewölbe auf. | BDA-Hist.: Q37994097 Status: Bescheid Stand der BDA-Liste: 2025-06-30 Name: Bauernhaus Kössler, ehem. Beim Pirpam GstNr.: .71                                     |
| ja   | Datei hochladen | Kapelle des hl. Franz Borgias, Borgiaskapelle HERIS-ID: 85110 Objekt-ID: 99296 TKK: 56585             | Glockenhofstraße 7 Standort KG: Tulfes       | Die Kapelle wurde 1677 im Auftrag des Haller Damenstifts nach Plänen von Hippolyt Guarinoni für den Messbesuch der Bauern im abgelegenen Volderwald erbaut und 1678 geweiht. Der barocke Zentralbau über länglich vierpassförmigem Grundriss unter geschweiftem Dach mit oktogonaler, haubengedeckter Laterne weist an der Westseite ein abgefastes rundbogiges Steinportal mit hölzerner, tonnengewölbter Vorhalle auf Rundsäulen auf. Der Innenraum ist durch ionische Eckpilaster und Nischen mit fächerförmigen Kuppelsegmenten gegliedert und mit Felderstuck geschmückt. Der frühbarocke Knorpelwerkaltar mit Altarbild des hl. Franz Borgias fiel 1985 einem Brand zum Opfer. | BDA-Hist.: Q38184592 Status: § 2a Stand der BDA-Liste: 2025-06-30 Name: Kapelle des hl. Franz Borgias, Borgiaskapelle GstNr.: .54 Kapelle Volderwald              |
| ja   | Datei hochladen | Widum HERIS-ID: 93042 Objekt-ID: 108032 TKK: 56587                                                    | Herrengasse 11 Standort KG: Tulfes           | Der zweigeschoßige Bau mit Satteldach stammt vom Anfang des 18. Jahrhunderts, er wurde nach einem Brand 1930 verändert und 1995/96 innen umgebaut. Die Fassaden sind durch regelmäßige Fensterachsen gegliedert und weisen einen erneuerten Bundwerkgiebel und eine segmentbogig geschlossene Eingangstür von 1721 auf. Das Haus ist über einen Mittelflurgrundriss erschlossen, im Inneren haben sich Baudetails aus der Erbauungszeit erhalten. | BDA-Hist.: Q37761177 Status: § 2a Stand der BDA-Liste: 2025-06-30 Name: Widum GstNr.: .29                                                                         |
| ja   | Datei hochladen | Kath. Pfarrkirche hl. Thomas und Friedhof HERIS-ID: 55973 Objekt-ID: 64898 TKK: 56573                 | Schmalzgasse 1 Standort KG: Tulfes           | Die Kirche wurde 1332 erstmals urkundlich erwähnt, der heutige spätgotische Bau mit 5/8-Chorschluss wurde 1484 geweiht und 1759 barockisiert. Der Nordturm am Chor mit verkröpftem Gebälk, oktogonalem Aufsatz und Doppelhaube mit Laterne wurde 1712 errichtet und 1771 mit Architekturmalereien geschmückt. Im Eck zwischen Turm und Langhaus ist die zweigeschoßige Sakristei angebaut. An den Fassaden befinden sich zwei spitzbogig geschlossene Seitenportale, eine eingelassene Mariahilf-Tafel und Wandbilder mit den Darstellungen des heiligen Wandels aus der zweiten Hälfte des 17. Jahrhunderts, des hl. Christophorus (um 1600) sowie der Kreuztragung. Der Innenraum mit vierjochigem Langhaus und zweijochigem Chor unter einer Stichkappentonne ist mit Deckenmalereien von Josef Giner (um 1758/59) und barocken Altären versehen. Der die Kirche an drei Seiten umgebende und von einer Mauer umfasste Friedhof wurde 1486 geweiht und um 1990 nach Norden erweitert. In die östliche Mauer ist die 1994/95 anstelle eines barocken Vorgängerbaus errichtete Totenkapelle eingebunden. | BDA-Hist.: Q38069187 Status: § 2a Stand der BDA-Liste: 2025-06-30 Name: Kath. Pfarrkirche hl. Thomas und Friedhof GstNr.: .23, 599/1 Saint Thomas Church (Tulfes) |
| ja   | Datei hochladen | Bauernhaus Arnt, Ornthof HERIS-ID: 44581 Objekt-ID: 45404 TKK: 56592                                  | Schmalzgasse 11 Standort KG: Tulfes          | Der zweigeschoßige Einhof mit Satteldach stammt im Kern aus dem 16. Jahrhundert. Der Wohnteil ist gemauert mit einem reichen Bundwerkgiebel, der rückwärts angefügte Wirtschaftsteil mit traufseitiger Tennenzufahrt ist über gemauertem Erdgeschoß in senkrecht verschalter Riegelbauweise aufgeführt. Die Giebelfassade weist ein breit abgefastes Rundbogenportal mit gotischem Gewände und einen dreiseitigen Obergeschoßerker auf, die Darstellungen der hll. Florian, Wendelin und Maria in den Parapetfeldern wurden 1934 von Hans Esterhammer geschaffen. Im Inneren haben sich ein breiter Mittelflur mit Flachdecke und weitere interessante Baudetails erhalten. | BDA-Hist.: Q38010108 Status: Bescheid Stand der BDA-Liste: 2025-06-30 Name: Bauernhaus Arnt, Ornthof GstNr.: .40                                                  |
| ja   | Datei hochladen | Kapelle zur Schmerzhaften Muttergottes, Stiftsalmkapelle HERIS-ID: 93041 Objekt-ID: 108031 TKK: 56586 | bei Voldertal 1 Standort KG: Tulfes          | Die zur Stiftsalm des Haller Damenstiftes gehörige einjochige gemauerte Kapelle mit geradem Chorschluss und steilem Satteldach wurde 1675 vermutlich nach Plänen von Hippolyt Guarinoni in frühbarocken Formen erbaut. Sie weist ein auf Holzsäulen ruhendes Vordach und einen hölzernen, sechsseitigen Dachreiter mit Zwiebelhaube auf. Das Innere ist von einer Stichkappentonne über Wandkonsolen überwölbt und mit Renaissancestuck geschmückt. | BDA-Hist.: Q37761166 Status: § 2a Stand der BDA-Liste: 2025-06-30 Name: Kapelle zur Schmerzhaften Muttergottes, Stiftsalmkapelle GstNr.: .88 Stiftsalm-Kapelle    |
| ja   | Datei hochladen | Wohnturm, Kolbenturm HERIS-ID: 40325 Objekt-ID: 40237 TKK: 56608                                      | Volderwaldstraße 15 Standort KG: Tulfes      | Der Kolbenturm, benannt nach der anfänglichen Eigentümerfamilie Kolb, urkundlich 1247 mit Sighard Kolb, auf einer künstlichen Anschüttung von zwei bis drei Metern aus dem 12. Jahrhundert, wurde Anfang des 13. Jahrhunderts erbaut, und diente der Bewachung der alten Fahrstraße von Ampaß nach Volders. | BDA-Hist.: Q16318372 Status: Bescheid Stand der BDA-Liste: 2025-06-30 Name: Wohnturm, Kolbenturm GstNr.: .89                                                      |
| ja   | Datei hochladen | Pestkapelle, Huisen-Kapelle HERIS-ID: 93008 Objekt-ID: 107998 TKK: 56578                              | Milchgasse 24, gegenüber Standort KG: Tulfes | Die Wegkapelle wurde 1684 erbaut, 1769 neu errichtet und 2009/10 von der Straße zurückversetzt. Die einjochige Wegkapelle mit geradem Abschluss und vorgezogenem Säulenvorbau unter leicht geschweiftem Satteldach weist im Inneren ein Stichkappengewölbe auf. In der Halbkuppel des Vorbaues befindet sich ein Deckenbild der Krönung Mariens mit Spruchbändern. | BDA-Hist.: Q37761077 Status: § 2a Stand der BDA-Liste: 2025-06-30 Name: Pestkapelle, Huisen-Kapelle GstNr.: 1960                                                  |
| ja   | Datei hochladen | Kapelle beim Sagmeister, Platzer-Kapelle HERIS-ID: 40323 Objekt-ID: 40235 TKK: 56577                  | Lavieren 10, bei Standort KG: Tulfes         | Die einjochige gemauerte Rokokokapelle mit eingezogener Rundapsis, Satteldach und geschwungenem Fassadengiebel wurde 1768 erbaut. Das Innere weist ein Tonnengewölbe mit angedeuteten Stichkappen auf. Das Deckengemälde zeigt die Krönung Mariens sowie die hll. Notburga und Isidor, die Darstellungen im Chor zeigen Anderl von Rinn und Simon von Trient. Die ursprünglichen Fassadenfresken mit der Verklärung des hl. Andreas, flankiert von den hll. Georg und Michael wurden anlässlich der Restaurierung 1984 übermalt. | BDA-Hist.: Q37994113 Status: Bescheid Stand der BDA-Liste: 2025-06-30 Name: Kapelle beim Sagmeister, Platzer-Kapelle GstNr.: .254                                 |
| ja   | Datei hochladen | Hofkapelle Windegg HERIS-ID: 40324 Objekt-ID: 40236 TKK: 56583                                        | Tulferberg 30 Standort KG: Tulfes            | Die bemerkenswert komplett mit Schindeln verkleidete neugotische Holzkapelle am Windegg am Tulferberg wurde 1912 erbaut. Der von einer Spitztonne überwölbte Innenraum mit spitzem Triumphbogen und schirmgewölbtem Chor ist mit Ranken- und Dekorationsmalerei geschmückt. Der neugotische Schnitzaltar trägt ein Bild der Madonna vom Guten Rat. | BDA-Hist.: Q16319455 Status: Bescheid Stand der BDA-Liste: 2025-06-30 Name: Hofkapelle Windegg GstNr.: .189 Hofkapelle Windegg, Tulfes                            |